# Hurrungane
Hurrungane (también escrito Hurrungene, Hurrungadn, Horungane) es una cadena montañosa en los municipios de Luster y Årdal en el condado de Vestland, Noruega. El área está al suroeste en la cordillera más grande de Jotunheimen y también es parte del Parque Nacional Jotunheimen.
La cordillera tiene algunos de los picos más alpinos de Noruega y tiene 23 picos de más de 2 mil metros de altitud (contando picos con prominencia mayor a 32,8 yd ). Varios de los picos solo son accesibles a través de escaladas o cruces de glaciares. El punto de partida para el senderismo es el pueblo de Turtagrø a lo largo de la carretera turística nacional Sognefjellsvegen (RV55).

## Cumbres
Los picos más altos de la zona son
- Store Skagastølstinden (Storen): 2405 m
- Store Styggedalstinden : 2387 m
- Jervvasstind (Gjertvasstind): 2351 m
- Sentraltind : 2348 m
- Vetle Skagastølstind : 2340 m
- Midtre Skagastølstind : 2284 m
- Skagastølsnebbet : 2222 m
- Store Austanbotntind : 2202 m

## Nombre
Hurrungane es el plural finito de la palabra hurrung. Hurrungen, el singular finito de la misma palabra, son los nombres de dos montañas en Rauma y Skjåk. El primer elemento es el verbo hurra que significa "apúrate, muévete rápido (con ruido y rugido)". El último elemento es el sufijo -ung, que se refiere a una cosa/persona activa. Las montañas son empinadas y hay frecuentes deslizamientos de rocas y avalanchas desde las laderas. El significado del nombre sería entonces "los hacedores de ruido".

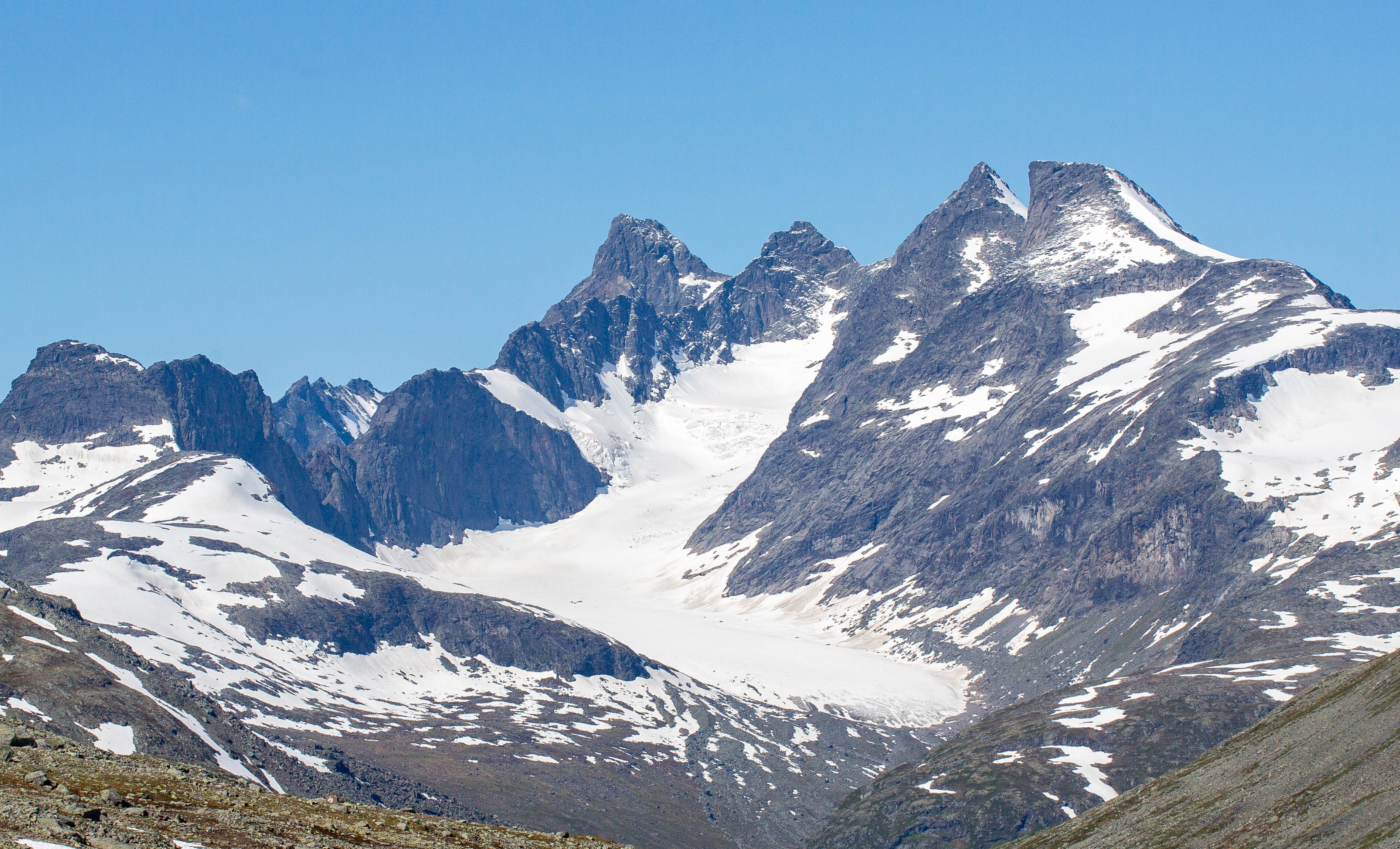
La cara este de Hurrungane vista desde Uradalen.